# Villa Cerro Castillo
Villa Cerro Castillo är en ort i Chile.   Den ligger i provinsen Provincia General Carrera och regionen Región de Aisén, i den södra delen av landet, 1 400 km söder om huvudstaden Santiago de Chile. Villa Cerro Castillo ligger 404 meter över havet och antalet invånare är 400.
Terrängen runt Villa Cerro Castillo är kuperad åt sydost, men åt nordväst är den bergig. Trakten runt Villa Cerro Castillo är nära nog obefolkad, med mindre än två invånare per kvadratkilometer..
Trakten runt Villa Cerro Castillo består i huvudsak av gräsmarker.